# 2010年美國選舉
2010年美國中期選舉於2010年11月2日星期二舉行，本屆選舉是總統巴拉克·歐巴馬在2009年1月20日上任後的首場全國性選舉，不僅是巴拉克·歐巴馬第一任期期中考，也是2012年總統大選前哨戰。
本屆選舉主要改選眾議院全部435個席位和參議院100個席位中的37席。37個州州長和48個地方議會也進行改選。
選舉結果，民主黨失去眾議院的控制權，但保持參議院的控制權，民主黨亦於多個州份的州長及議會選舉落敗，但成功奪回加利福尼亚州的控制權。

## 相关内容
- 2008年美国总统选举
- 美國中期選舉
- 2010年宾夕法尼亚州联邦参议员选举民主党初选